# Adj valamit
Az Adj valamit Keresztes Ildikó nyolcadik kislemeze. Kovács Tamás és Szabó Eszter szerzeményét legelőször Keresztes Ildikó 2013-ban az X-Faktor negyed évadának döntőjében adta elő mint sztárfellépő a Recirquel cirkusztársulattal. 2014. március 4-én azonban a dal megjelent digitális letöltés formában, a Gold Record lemezkiadó gondozásában. A Class FM listájára kétszer került fel a dal: 2014 júliusában a 200 legtöbbet játszott dal listáján a 73. lett, majd 2014 decemberében szintén 200 dal közül az 59. helyen végzett. 2016. szeptember 29-én megjelent az énekesnő hatodik, Most c. nagylemeze, melyre felkerült a dal új, lírai hangszerelésben.